# Santar (Arcos de Valdevez)
Santar é uma povoação portuguesa do Município de Arcos de Valdevez que foi sede da extinta Freguesia de Santar, freguesia que tinha 0,92 km² de área e 164 habitantes (2011), e, por isso, uma densidade populacional de 178,3 hab/km².
A Freguesia de Santar foi extinta em 2013, no âmbito de uma reforma administrativa nacional, tendo sido agregada à freguesia de Guilhadeses, para formar uma nova freguesia denominada União das Freguesias de Guilhadeses e Santar.

## População
| População da freguesia de Santar | População da freguesia de Santar | População da freguesia de Santar | População da freguesia de Santar | População da freguesia de Santar | População da freguesia de Santar | População da freguesia de Santar | População da freguesia de Santar | População da freguesia de Santar | População da freguesia de Santar | População da freguesia de Santar | População da freguesia de Santar | População da freguesia de Santar | População da freguesia de Santar | População da freguesia de Santar |
| -------------------------------- | -------------------------------- | -------------------------------- | -------------------------------- | -------------------------------- | -------------------------------- | -------------------------------- | -------------------------------- | -------------------------------- | -------------------------------- | -------------------------------- | -------------------------------- | -------------------------------- | -------------------------------- | -------------------------------- |
| 1864                             | 1878                             | 1890                             | 1900                             | 1911                             | 1920                             | 1930                             | 1940                             | 1950                             | 1960                             | 1970                             | 1981                             | 1991                             | 2001                             | 2011                             |
| 159                              | 143                              |                                  |                                  |                                  |                                  |                                  | 189                              | 205                              | 177                              | 172                              | 160                              | 156                              | 153                              | 164                              |

Nos anos de 1890 a 1930 estava anexada à freguesia de Tabaçô. Foi desanexada pelo decreto-lei nº 27.424, de 31/12/1936, passando a constituir uma freguesia autónoma.
| Distribuição da População por Grupos Etários | Distribuição da População por Grupos Etários | Distribuição da População por Grupos Etários | Distribuição da População por Grupos Etários | Distribuição da População por Grupos Etários | Distribuição da População por Grupos Etários | Distribuição da População por Grupos Etários | Distribuição da População por Grupos Etários | Distribuição da População por Grupos Etários | Distribuição da População por Grupos Etários |
| -------------------------------------------- | -------------------------------------------- | -------------------------------------------- | -------------------------------------------- | -------------------------------------------- | -------------------------------------------- | -------------------------------------------- | -------------------------------------------- | -------------------------------------------- | -------------------------------------------- |
| Ano                                          | 0-14 Anos                                    | 15-24 Anos                                   | 25-64 Anos                                   | > 65 Anos                                    |                                              | 0-14 Anos                                    | 15-24 Anos                                   | 25-64 Anos                                   | > 65 Anos                                    |
| 2001                                         | 32                                           | 18                                           | 79                                           | 24                                           |                                              | 20,9%                                        | 11,8%                                        | 51,6%                                        | 15,7%                                        |
| 2011                                         | 25                                           | 22                                           | 77                                           | 40                                           |                                              | 15,2%                                        | 13,4%                                        | 47,0%                                        | 24,4%                                        |

.
         